# Pennisetum ledermannii
Pennisetum ledermannii är en gräsart som beskrevs av Carl Christian Mez. Pennisetum ledermannii ingår i släktet borstgräs, och familjen gräs. Inga underarter finns listade i Catalogue of Life.